# نخيلوة (مقام لنجة)
نخیلوة (بالفارسية: نخیلوه) هي قرية تقع في إيران في بلدة شيبكوه. يقدر عدد سكانها بـ 275 نسمة .